# 31846 Elainegillum
31846 Elainegillum este o planetă minoră (asteroid) din centura de asteroizi. A fost descoperită pe 29 februarie 2000 la Experimental Test Site⁠(d) de Lincoln Near-Earth Asteroid Research. 
Obiectul prezintă o orbită caracterizată de o semiaxă mare de 2,3434547 UAi, o excentricitate de 0,18, o înclinație de 3,22767 ° în raport cu ecliptica.